# فیلیپ کوهن
فیلیپ کوهن (انگلیسی: Philipp Köhn؛ زادهٔ ۲ آوریل ۱۹۹۸) بازیکن فوتبال اهل سوئیس است.
از باشگاه‌هایی که در آن بازی کرده‌است می‌توان به باشگاه فوتبال لایپزیگ و باشگاه فوتبال ردبول زالتسبورگ اشاره کرد.
وی همچنین در تیم‌های ملی فوتبال جوانان آلمان، Germany national under-16 football team، جوانان آلمان، جوانان آلمان، Switzerland national under-19 football team, Switzerland national under-20 football team، زیر ۲۱ سال سوئیس، و سوئیس بازی کرده‌است.